# آنتونیو کاسانو
آنتونیو کاسانو (ایتالیایی: Antonio Cassano؛ زادهٔ ۱۲ ژوئیهٔ ۱۹۸۲)، بازیکن فوتبال پیشین اهل ایتالیا است. کاسانو فوتبالش را در تیم زادگاهش باری شروع کرد. او در پست مهاجم بازی می‌کرد. وی توانست در مسابقات یورو ۲۰۰۴ دو گل برای تیم ملی ایتالیا را به ثمر برساند.

## دوران حرفه‌ای
کاسانو در ۱۲ ژوئیهٔ ۱۹۸۲ در باری ایتالیا به دنیا آمد و از سنین کودکی شروع به بازی فوتبال کرد. وی نخستین بار توسط دست‌اندرکاران باشگاه فوتبال باری کشف شد و به تیم جوانان این باشگاه راه یافت. اولین بازی وی در سری آ نیز برای این تیم و در مقابل تیم فوتبال لچه در سال ۱۹۹۹ بود.
در سن ۱۹ سالگی کاسانو به رم، قهرمان وقت سری آ، پیوست و در اولین فصل خود برای این تیم ۵ گل به ثمر رساند. این بازیکن جنجالی پس از این‌که توسط فابیو کاپلو مربی وقت رم، از شرکت در یک جلسهٔ تمرین محروم شد، در جلوی دید عموم با وی درگیر شد. پس از اتمام قراردادش با رم در سال ۲۰۰۶، کاسانو به رئال مادرید پیوست.
کاسانو پس از کریستین پانوچی، هم‌تیمی سابقش در رم، دومین ایتالیاییست که با رئال قرارداد بسته‌است. وی شروع خوبی با این تیم داشت اما تنها پس از چهار ماه حضور در این تیم به دلیل عادات بد غذایی، اضافه وزن آورد. این امر باعث شد که رئال برای هر گرم اضافه وزنش، وی را جریمه کند. پس از درگیری با کاپلو مربی وقت رئال در رختکن که به دلیل اعتراض به کنار گذاشته شدن از یک مسابقه بود، وی به حالت تعلیق درآمد و نیمکت‌نشین شد و در نهایت در سال ۲۰۰۷ این تیم را ترک کرد و به صورت قرضی و برای یک سال به سمپدوریا پیوست.
شمارهٔ مورد علاقهٔ کاسانو ۱۸ بود اما بعد از پیوستن وی به سمپدوریا که شمارهٔ ۱۸ آن در آن زمان در اختیار ولادیمیر کومان بود، وی شمارهٔ ۹۹ را به‌دلیل این‌که مجموع ارقامش ۱۸ می‌شود، برگزید. پس از یک فصل موفقیت‌آمیز در سمپدوریا، این تیم تصمیم به خرید کاسانو از رئال گرفت و وی تا سال ۲۰۱۱ در اختیار این تیم بود.
در اکتبر ۲۰۱۰ کاسانو، با درخواست رئیس باشگاه سمپدوریا برای شرکت در مراسم توزیع جایزه مخالفت کرد و مجادلهٔ این دو بالا گرفت. در نتیجهٔ این تنش وی از ترکیب تیم کنار گذاشته شد و سمپدوریا از کمیتهٔ انضباطی درخواست فسخ قرارداد این بازیکن را کرد. این درخواست توسط کمیتهٔ انضباطی رد شد اما این کمیته رأی به کسر ۵۰٪ از باقی‌ماندهٔ مبلغ قرارداد بازیکن داد.
پس از پایان قراردادش با سمپدوریا در ۲۰۱۱، کاسانو به آ.ث. میلان پیوست. با این حال به دلیل نارضایتی از فروش بازیکنان کلیدی میلان، به ویژه زلاتان ابراهیموویچ و تیاگو سیلوا، وی در پایان فصل از میلان درخواست انتقال کرد. در ۲۱ اوت ۲۰۱۲ میلان با پرداخت ۷ میلیون یورو بر سر تبادل کاسانو و جامپائولو پاتزینی با اینتر توافق کرد و در روز بعد این بازیکن رسماً به اینتر پیوست.

## افتخارات
رم
- سوپر جام فوتبال ایتالیا: ۲۰۰۱

رئال مادرید
- لا لیگا: ۲۰۰۶–۰۷

میلان
- سری آ: ۲۰۱۰–۱۱
- سوپرجام فوتبال ایتالیا: ۲۰۱۱

شخصی
- بازیکن جوان سال سری آ: ۲۰۰۱, ۲۰۰۳[۳]